# Khalif Diouf
Khalif Ababacar Diouf (ur. 24 marca 1958) – senegalski judoka. Trzykrotny olimpijczyk. Zajął dziewiąte miejsce w Los Angeles 1984; trzynaste w Barcelonie 1992 i 25. w Atlancie 1996. Walczył w wadze ciężkiej.
Uczestnik mistrzostw świata w 1983 i 1995. Walczył w Pucharze Świata w 1992 i 1993. Wygrał igrzyska afrykańskie w 1991. Brązowy medalista igrzysk frankofońskich w 1989. Srebrny i brązowy medalista mistrzostw Afryki w 1996 roku.

## Letnie Igrzyska Olimpijskie 1984
| Konkurencja | Eliminacje               | Eliminacje                | Klas. końcowa |
| Konkurencja | Przeciwnik 1             | Przeciwnik 2              | Miejsce       |
| ----------- | ------------------------ | ------------------------- | ------------- |
| +95 kg      | Desiderio Lebrón (DOM) Z | Radomir Kovačević (YUG) P | 9.            |

## Letnie Igrzyska Olimpijskie 1992
| Konkurencja | Eliminacje                    | Repasaże             | Klas. końcowa |
| Konkurencja | Przeciwnik 1                  | Przeciwnik 1         | Miejsce       |
| ----------- | ----------------------------- | -------------------- | ------------- |
| +95 kg      | Dawit Chachaleiszwili (WNP) P | Frank Moreno (CUB) P | 13.           |

## Letnie Igrzyska Olimpijskie 1996
| Konkurencja | Eliminacje             | Klas. końcowa |
| Konkurencja | Przeciwnik 1           | Miejsce       |
| ----------- | ---------------------- | ------------- |
| +95 kg      | Vadim Sergeyev (KGZ) P | 21.           |